# Ukraina na Zimowych Igrzyskach Olimpijskich 2006
Ukrainę na Zimowych Igrzyskach Olimpijskich 2006 reprezentowało 52 zawodników. Był to piąty start Ukrainy na zimowych igrzyskach olimpijskich.

## Zdobyte medale
| Medal | Zawodnik                        | Dyscyplina sportowa  | Konkurencja   |
| ----- | ------------------------------- | -------------------- | ------------- |
| Brąz  | Lilija Jefremowa                | Biathlon             | Sprint kobiet |
| Brąz  | Ołena Hruszyna Rusłan Honczarow | Łyżwiarstwo figurowe | Pary taneczne |

## Wyniki reprezentantów Ukrainy

### Biathlon

#### Mężczyźni
| Zawodnik                                                                  | Konkurencja       | Strata na starcie | Czas      | Ilość pudeł | Pozycja | Źródło |
| ------------------------------------------------------------------------- | ----------------- | ----------------- | --------- | ----------- | ------- | ------ |
| Andrij Deryzemla                                                          | Sprint            | —                 | 28:15.2   | 2 (1+1)     | 27.     | [ 1 ]  |
| Ołeksandr Biłanenko                                                       | Sprint            | —                 | 28:26.6   | 0 (0+0)     | 34.     | [ 1 ]  |
| Rusłan Łysenko                                                            | Sprint            | —                 | 28:56.6   | 2 (1+1)     | 44.     | [ 1 ]  |
| Wjaczesław Derkacz                                                        | Sprint            | —                 | 30:15.8   | 2 (0+2)     | 72.     | [ 1 ]  |
| Andrij Deryzemla                                                          | Bieg pościgowy    | +2:04             | 38:54.3   | 4 (2+0+2+0) | 31.     | [ 2 ]  |
| Rusłan Łysenko                                                            | Bieg pościgowy    | +2:45             | 40:16.4   | 3 (1+1+0+1) | 41.     | [ 2 ]  |
| Rusłan Łysenko                                                            | Bieg indywidualny | —                 | 57:16.6   | 1 (0+1+0+0) | 18.     | [ 3 ]  |
| Andrij Deryzemla                                                          | Bieg indywidualny | —                 | 59:47.2   | 3 (3+0+0+0) | 39.     | [ 3 ]  |
| Ołeksandr Biłanenko                                                       | Bieg indywidualny | —                 | 1:00:28.6 | 3 (2+1+0+0) | 49.     | [ 3 ]  |
| Ołeksij Korobiejnikow                                                     | Bieg indywidualny | —                 | 1:01:17.8 | 4 (0+2+1+1) | 54.     | [ 3 ]  |
| Ołeksandr Biłanenko Andrij Deryzemla Ołeksij Korobiejnikow Rusłan Łysenko | Sztafeta 4x7,5 km | —                 | 1:23:40.4 | 1+11        | 7.      | [ 3 ]  |

#### Kobiety
| Zawodnik                                                     | Konkurencja       | Strata na starcie | Czas       | Ilość pudeł | Pozycja    | Źródło |
| ------------------------------------------------------------ | ----------------- | ----------------- | ---------- | ----------- | ---------- | ------ |
| Lilija Jefremowa                                             | Sprint            | —                 | 22:38.0    | 0 (0+0)     | brąz       | [ 4 ]  |
| Ołena Petrowa                                                | Sprint            | —                 | 24:52.2    | 2 (0+2)     | 44.        | [ 4 ]  |
| Oksana Chwostenko                                            | Sprint            | —                 | 25:10.1    | 1 (0+1)     | 49.        | [ 4 ]  |
| Nina Łemesz                                                  | Sprint            | —                 | 25:13.5    | 2 (2+0)     | 50.        | [ 4 ]  |
| Lilija Jefremowa                                             | Bieg pościgowy    | +0:07             | 39:09.8    | 3 (0+1+2+0) | 8.         | [ 5 ]  |
| Nina Łemesz                                                  | Bieg pościgowy    | +2:42             | 43:48.6    | 5 (1+2+1+1) | 41.        | [ 5 ]  |
| Oksana Chwostenko                                            | Bieg pościgowy    | +2:39             | zdublowana | zdublowana  | zdublowana | [ 5 ]  |
| Lilija Jefremowa                                             | Bieg masowy       | —                 | 43:21.0    | 6 (1+2+2+1) | 17.        | [ 6 ]  |
| Oksana Chwostenko                                            | Bieg indywidualny | —                 | 53:22.5    | 1 (0+0+0+1) | 20.        | [ 7 ]  |
| Ołena Petrowa                                                | Bieg indywidualny | —                 | 54:35.6    | 3 (0+2+0+1) | 29.        | [ 7 ]  |
| Lilija Jefremowa                                             | Bieg indywidualny | —                 | 55:28.0    | 5 (2+2+0+1) | 36.        | [ 7 ]  |
| Wałentyna Semerenko                                          | Bieg indywidualny | —                 | 56:22.6    | 3 (0+1+1+1) | 46.        | [ 7 ]  |
| Oksana Chwostenko Ołena Petrowa Nina Łemesz Lilija Jefremowa | Sztafeta 4x6 km   | —                 | 1:21:55.5  | 3+14        | 11.        | [ 8 ]  |

### Biegi narciarskie

#### Mężczyźni
| Zawodnik                     | Konkurencja      | Eliminacje | Eliminacje | Ćwierćfinały | Ćwierćfinały | Półfinały | Półfinały | Finał B | Finał B | Finał A | Finał A | Pozycja | Źródło |
| Zawodnik                     | Konkurencja      | Czas       | Pozycja    | Czas         | Pozycja      | Czas      | Pozycja   | Czas    | Pozycja | Czas    | Pozycja | Pozycja | Źródło |
| ---------------------------- | ---------------- | ---------- | ---------- | ------------ | ------------ | --------- | --------- | ------- | ------- | ------- | ------- | ------- | ------ |
| Iwan Biłosiuk                | Sprint           | 2:21.97    | 40.        | NQ           | NQ           | NQ        | NQ        | NQ      | NQ      | NQ      | NQ      | 40.     | [ 9 ]  |
| Witalij Marcyw               | Sprint           | 2:22.30    | 42.        | NQ           | NQ           | NQ        | NQ        | NQ      | NQ      | NQ      | NQ      | 42.     | [ 9 ]  |
| Mychajło Humeniak            | Sprint           | 2:28.72    | 62.        | NQ           | NQ           | NQ        | NQ        | NQ      | NQ      | NQ      | NQ      | 62.     | [ 9 ]  |
| Ołeksandr Pucko              | Sprint           | 2:30.99    | 66.        | NQ           | NQ           | NQ        | NQ        | NQ      | NQ      | NQ      | NQ      | 66.     | [ 9 ]  |
| Iwan Biłosiuk Witalij Marcyw | Sprint drużynowy | —          | —          | —            | —            | 18:50.4   | 9.        | —       | —       | NQ      | NQ      | 17.     | [ 10 ] |

| Zawodnik                                                            | Konkurencja             | Czas      | Pozycja | Źródło |
| ------------------------------------------------------------------- | ----------------------- | --------- | ------- | ------ |
| Roman Łejbiuk                                                       | 15 km stylem klasycznym | 39:48.1   | 17.     | [ 11 ] |
| Wołodymyr Olszanski                                                 | 15 km stylem klasycznym | 42:39.6   | 56.     | [ 11 ] |
| Witalij Marcyw                                                      | 15 km stylem klasycznym | 42:57.4   | 60.     | [ 11 ] |
| Ołeksandr Batjuk                                                    | 15 km stylem klasycznym | 43:17.4   | 63.     | [ 11 ] |
| Mychajło Humeniak                                                   | Bieg łączony na 30 km   | 42:02.4   | 46.     | [ 12 ] |
| Roman Łejbiuk                                                       | Bieg łączony na 30 km   | 41:24.4   | 49.     | [ 12 ] |
| Ołeksandr Pucko                                                     | Bieg łączony na 30 km   | 42:31.1   | 52.     | [ 12 ] |
| Ołeksandr Batjuk                                                    | Bieg łączony na 30 km   | 42:53.4   | 57.     | [ 12 ] |
| Mychajło Humeniak                                                   | 50 km stylem dowolnym   | 24:37.1   | 56.     | [ 13 ] |
| Wołodymyr Olszanski                                                 | 50 km stylem dowolnym   | 24:56.4   | 62.     | [ 13 ] |
| Ołeksandr Pucko                                                     | 50 km stylem dowolnym   | DNF       | DNF     | [ 13 ] |
| Roman Łejbiuk Wołodymyr Olszanski Ołeksandr Pucko Mychajło Humeniak | Sztafeta 4x10 km        | 1:50:01.9 | 14.     | [ 14 ] |

#### Kobiety
| Zawodnik                       | Konkurencja      | Eliminacje | Eliminacje | Ćwierćfinały | Ćwierćfinały | Półfinały | Półfinały | Finał B | Finał B | Finał A | Finał A | Pozycja | Źródło |
| Zawodnik                       | Konkurencja      | Czas       | Pozycja    | Czas         | Pozycja      | Czas      | Pozycja   | Czas    | Pozycja | Czas    | Pozycja | Pozycja | Źródło |
| ------------------------------ | ---------------- | ---------- | ---------- | ------------ | ------------ | --------- | --------- | ------- | ------- | ------- | ------- | ------- | ------ |
| Wita Jakymczuk                 | Sprint           | 2:19.92    | 36.        | NQ           | NQ           | NQ        | NQ        | NQ      | NQ      | NQ      | NQ      | 36.     | [ 15 ] |
| Maryna Lisohor                 | Sprint           | 2:20.79    | 43.        | NQ           | NQ           | NQ        | NQ        | NQ      | NQ      | NQ      | NQ      | 43.     | [ 15 ] |
| Maryna Lisohor Tetiana Zawalij | Sprint drużynowy | —          | —          | —            | —            | 19:14.1   | 8.        | —       | —       | NQ      | NQ      | 16.     | [ 16 ] |

| Zawodnik                                                                | Konkurencja             | Czas      | Pozycja | Źródło |
| ----------------------------------------------------------------------- | ----------------------- | --------- | ------- | ------ |
| Wałentyna Szewczenko                                                    | 10 km stylem klasycznym | 29:40.4   | 21.     | [ 17 ] |
| Tetiana Zawalij                                                         | 10 km stylem klasycznym | 30:13.2   | 27.     | [ 17 ] |
| Kateryna Hryhorenko                                                     | 10 km stylem klasycznym | 31:16.6   | 44.     | [ 17 ] |
| Wałentyna Szewczenko                                                    | Bieg łączony na 15 km   | 44:13.6   | 14.     | [ 18 ] |
| Wita Jakymczuk                                                          | Bieg łączony na 15 km   | 45:48.1   | 26.     | [ 18 ] |
| Kateryna Hryhorenko                                                     | Bieg łączony na 15 km   | 46:55.2   | 40.     | [ 18 ] |
| Tetiana Zawalij                                                         | Bieg łączony na 15 km   | 47:18.7   | 45.     | [ 18 ] |
| Wałentyna Szewczenko                                                    | 30 km stylem dowolnym   | 1:23:07.9 | 7.      | [ 19 ] |
| Wita Jakymczuk                                                          | 30 km stylem dowolnym   | 1:26:32.2 | 22.     | [ 19 ] |
| Kateryna Hryhorenko                                                     | 30 km stylem dowolnym   | 1:31:36.9 | 42.     | [ 19 ] |
| Maryna Lisohor                                                          | 30 km stylem dowolnym   | DNF       | DNF     | [ 19 ] |
| Kateryna Hryhorenko Tetiana Zawalij Wita Jakymczuk Wałentyna Szewczenko | Sztafeta 4x5 km         | 56:36.3   | 8.      | [ 20 ] |

### Kombinacja norweska

#### Mężczyźni
| Zawodnik          | Konkurencja | Skoki narciarskie | Skoki narciarskie | Skoki narciarskie | Skoki narciarskie | Skoki narciarskie | Skoki narciarskie | Biegi narciarskie  | Biegi narciarskie | Biegi narciarskie | Pozycja końcowa | Źródło |
| Zawodnik          | Konkurencja | Skok 1            | Skok 1            | Skok 2            | Skok 2            | Suma punktów      | Pozycja           | Strata na początku | Czas netto        | Pozycja           | Pozycja końcowa | Źródło |
| Zawodnik          | Konkurencja | Wynik             | Punkty            | Wynik             | Punkty            | Suma punktów      | Pozycja           | Strata na początku | Czas netto        | Pozycja           | Pozycja końcowa | Źródło |
| ----------------- | ----------- | ----------------- | ----------------- | ----------------- | ----------------- | ----------------- | ----------------- | ------------------ | ----------------- | ----------------- | --------------- | ------ |
| Serhij Dijaczuk   | Sprint      | 99,5 m            | 74,9 pkt          | —                 | —                 | 74,9 pkt          | 47.               | +3:23              | 18:21.1           | 20.               | 45.             | [ 21 ] |
| Wołodymyr Traczuk | Sprint      | 92,5 m            | 61,5 pkt          | —                 | —                 | 61,5 pkt          | 48.               | +4:17              | 19:40.8           | 45.               | 48.             | [ 21 ] |
| Serhij Dijaczuk   | Gundersen   | 82,5 m            | 82,5 pkt          | 76,5 m            | 68,5 pkt          | 151 pkt           | 48.               | +7:26              | 40:42.1           | 28.               | 45.             | [ 22 ] |
| Wołodymyr Traczuk | Gundersen   | 78 m              | 69,5 pkt          | 78,5 m            | 70,5 pkt          | 140 pkt           | 49.               | +8:10              | 43:45.2           | 47.               | 48.             | [ 22 ] |

### Łyżwiarstwo figurowe

#### Mężczyźni
| Zawodnik         | Konkurencja | Program krótki | Program krótki | Program dowolny | Program dowolny | Suma punktów | Pozycja | Źródło |
| Zawodnik         | Konkurencja | Punkty         | Pozycja        | Punkty          | Pozycja         | Suma punktów | Pozycja | Źródło |
| ---------------- | ----------- | -------------- | -------------- | --------------- | --------------- | ------------ | ------- | ------ |
| Anton Kowałewski | Soliści     | 63,41 pkt      | 16. (Q)        | 109,43          | 21.             | 172,84 pkt   | 20.     | [ 23 ] |

#### Kobiety
| Zawodnik          | Konkurencja | Program krótki | Program krótki | Program dowolny | Program dowolny | Suma punktów | Pozycja | Źródło |
| Zawodnik          | Konkurencja | Punkty         | Pozycja        | Punkty          | Pozycja         | Suma punktów | Pozycja | Źródło |
| ----------------- | ----------- | -------------- | -------------- | --------------- | --------------- | ------------ | ------- | ------ |
| Ołena Laszenko    | Solistki    | 52,35 pkt      | 13. (Q)        | 81,73 pkt       | 18.             | 134,08 pkt   | 17.     | [ 24 ] |
| Hałyna Jefremenko | Solistki    | 41,25 pkt      | 24. (Q)        | 84,12 pkt       | 17.             | 125,37 pkt   | 20.     | [ 24 ] |

#### Pary sportowe
| Zawodnik                            | Konkurencja   | Program krótki | Program krótki | Program dowolny | Program dowolny | Suma punktów | Pozycja | Źródło |
| Zawodnik                            | Konkurencja   | Punkty         | Pozycja        | Punkty          | Pozycja         | Suma punktów | Pozycja | Źródło |
| ----------------------------------- | ------------- | -------------- | -------------- | --------------- | --------------- | ------------ | ------- | ------ |
| Tetiana Wołosożar Stanisław Morozow | Pary sportowe | 50,14 pkt      | 12.            | 98,24 pkt       | 12.             | 148,38 pkt   | 12.     | [ 25 ] |
| Julija Bełohłazowa Andrij Bech      | Pary sportowe | 43,85 pkt      | 17.            | 71,77 pkt       | 19.             | 115,62 pkt   | 18.     | [ 25 ] |

#### Pary taneczne
| Zawodnik                        | Konkurencja   | Taniec obowiązkowy | Taniec obowiązkowy | Taniec oryginalny | Taniec oryginalny | Taniec dowolny | Taniec dowolny | Suma punktów | Pozycja | Źródło |
| Zawodnik                        | Konkurencja   | Punkty             | Pozycja            | Punkty            | Pozycja           | Punkty         | Pozycja        | Suma punktów | Pozycja | Źródło |
| ------------------------------- | ------------- | ------------------ | ------------------ | ----------------- | ----------------- | -------------- | -------------- | ------------ | ------- | ------ |
| Ołena Hruszyna Rusłan Honczarow | Pary taneczne | 37,39 pkt          | 5.                 | 59,29 pkt         | 3.                | 99,17 pkt      | 3.             | 195,85 pkt   | brąz    | [ 26 ] |
| Julija Hołowina Ołeh Wojko      | Pary taneczne | 23,88 pkt          | 23.                | 39,92 pkt         | 24.               | 64,69 pkt      | 23.            | 128,49 pkt   | 23.     | [ 26 ] |

### Narciarstwo alpejskie

#### Mężczyźni
| Zawodnik        | Konkurencja   | 1. przejazd | 1. przejazd | 2. przejazd | 2. przejazd | Czas całkowity | Pozycja | Źródło |
| Zawodnik        | Konkurencja   | Czas        | Pozycja     | Czas        | Pozycja     | Czas całkowity | Pozycja | Źródło |
| --------------- | ------------- | ----------- | ----------- | ----------- | ----------- | -------------- | ------- | ------ |
| Mykoła Skriabin | Zjazd         | 1:57.56     | 47.         | —           | —           | 1:57.56        | 47.     | [ 27 ] |
| Mykoła Skriabin | Supergigant   | 1:38.86     | 53.         | —           | —           | 1:38.86        | 53.     | [ 28 ] |
| Mykoła Skriabin | Slalom gigant | 1:25.81     | 31.         | 1:25.04     | 26.         | 2:50.85        | 26.     | [ 29 ] |
| Mykoła Skriabin | Slalom        | 1:01.98     | 47.         | 57.98       | 35.         | 1:59.96        | 36.     | [ 30 ] |

| Zawodnik        | Konkurencja | Zjazd   | Zjazd   | Slalom | Slalom | Slalom      | Slalom  | Suma czasów      | Pozycja          | Źródło |
| Zawodnik        | Konkurencja | Czas    | Pozycja | 1      | 2      | Suma czasów | Pozycja | Suma czasów      | Pozycja          | Źródło |
| --------------- | ----------- | ------- | ------- | ------ | ------ | ----------- | ------- | ---------------- | ---------------- | ------ |
| Mykoła Skriabin | Kombinacja  | 1:46.63 | 56.     | DNF    | DNF    | DNF         | DNF     | Nieklasyfikowany | Nieklasyfikowany | [ 31 ] |

#### Kobiety
| Zawodnik        | Konkurencja   | 1. przejazd | 1. przejazd | 2. przejazd | 2. przejazd | Czas całkowity | Pozycja | Źródło |
| Zawodnik        | Konkurencja   | Czas        | Pozycja     | Czas        | Pozycja     | Czas całkowity | Pozycja | Źródło |
| --------------- | ------------- | ----------- | ----------- | ----------- | ----------- | -------------- | ------- | ------ |
| Julia Siparenko | Slalom gigant | 1:10.43     | 46.         | 1:15.50     | 33.         | 2:25.93        | 35.     | [ 32 ] |
| Julia Siparenko | Slalom        | 50.31       | 49.         | 52.95       | 42.         | 1:43.26        | 45.     | [ 33 ] |

### Narciarstwo dowolne

#### Mężczyźni
| Zawodnik            | Konkurencja        | Eliminacje     | Eliminacje     | Eliminacje  | Eliminacje | Finał          | Finał          | Finał      | Finał   | Źródlo |
| Zawodnik            | Konkurencja        | Punkty za skok | Punkty za skok | Suma        | Pozycja    | Punkty za skok | Punkty za skok | Suma       | Pozycja | Źródlo |
| Zawodnik            | Konkurencja        | 1              | 2              | Suma        | Pozycja    | 1              | 2              | Suma       | Pozycja | Źródlo |
| ------------------- | ------------------ | -------------- | -------------- | ----------- | ---------- | -------------- | -------------- | ---------- | ------- | ------ |
| Enwer Abłajew       | Skoki akrobatyczne | 111,47 pkt     | 115,42 pkt     | 226,89 pkt  | 9. (Q)     | 61,79 pkt      | 88,69 pkt      | 150,48 pkt | 12.     | [ 34 ] |
| Stanisław Krawczuk  | Skoki akrobatyczne | 102,88 pkt     | 118,81 pkt     | 221,69 pkt  | 13.        | NQ             | NQ             | NQ         | NQ      | [ 34 ] |
| Ihor Iszutko        | Skoki akrobatyczne | 47,34 pkt      | 105,70 pkt     | 153, 04 pkt | 26.        | NQ             | NQ             | NQ         | NQ      | [ 34 ] |
| Ołeksandr Abramenko | Skoki akrobatyczne | 63,05 pkt      | 86,42 pkt      | 149,47 pkt  | 27.        | NQ             | NQ             | NQ         | NQ      | [ 34 ] |

#### Kobiety
| Zawodnik           | Konkurencja        | Eliminacje     | Eliminacje     | Eliminacje | Eliminacje | Finał          | Finał          | Finał | Finał   | Źródlo |
| Zawodnik           | Konkurencja        | Punkty za skok | Punkty za skok | Suma       | Pozycja    | Punkty za skok | Punkty za skok | Suma  | Pozycja | Źródlo |
| Zawodnik           | Konkurencja        | 1              | 2              | Suma       | Pozycja    | 1              | 2              | Suma  | Pozycja | Źródlo |
| ------------------ | ------------------ | -------------- | -------------- | ---------- | ---------- | -------------- | -------------- | ----- | ------- | ------ |
| Olha Wołkowa       | Skoki akrobatyczne | 86,01 pkt      | 74,02 pkt      | 160,03 pkt | 13.        | NQ             | NQ             | NQ    | NQ      | [ 34 ] |
| Tetiana Kozaczenko | Skoki akrobatyczne | 69,44 pkt      | 78,07 pkt      | 147,51 pkt | 18.        | NQ             | NQ             | NQ    | NQ      | [ 34 ] |
| Nadija Didenko     | Skoki akrobatyczne | 80,16 pkt      | 56,75 pkt      | 136,91 pkt | 20.        | NQ             | NQ             | NQ    | NQ      | [ 34 ] |

### Saneczkarstwo

#### Mężczyźni
| Zawodnik                        | Konkurencja | Czas ślizgu | Czas ślizgu | Suma czasów      | Pozycja          | Źródło |
| Zawodnik                        | Konkurencja | 1           | 2           | Suma czasów      | Pozycja          | Źródło |
| ------------------------------- | ----------- | ----------- | ----------- | ---------------- | ---------------- | ------ |
| Andrij Kis Jurij Hajduk         | Dwójki      | 48.850      | 48.327      | 1:37.177         | 14.              | [ 35 ] |
| Ołeh Żerbeckij Roman Jazwinskij | Dwójki      | 50.897      | DNS         | Nieklasyfikowany | Nieklasyfikowany | [ 35 ] |

#### Kobiety
| Zawodnik            | Konkurencja | Czas ślizgu | Czas ślizgu | Czas ślizgu | Czas ślizgu | Suma czasów      | Pozycja          | Źródło |
| Zawodnik            | Konkurencja | 1           | 2           | 3           | 4           | Suma czasów      | Pozycja          | Źródło |
| ------------------- | ----------- | ----------- | ----------- | ----------- | ----------- | ---------------- | ---------------- | ------ |
| Lilija Łudan        | Jedynki     | 47.439      | 47.378      | 47.150      | 47.308      | 3:09.275         | 6.               | [ 36 ] |
| Natalija Jakuszenko | Jedynki     | 54.189      | DNS         | DNS         | DNS         | Nieklasyfikowany | Nieklasyfikowany | [ 36 ] |

### Short track

#### Mężczyźni
| Zawodnik            | Konkurencja | Eliminacje | Eliminacje | Ćwierćfinały | Ćwierćfinały | Półfinały | Półfinały | Finał B | Finał B | Finał A | Finał A | Pozycja | Źródło |
| Zawodnik            | Konkurencja | Czas       | Pozycja    | Czas         | Pozycja      | Czas      | Pozycja   | Czas    | Pozycja | Czas    | Pozycja | Pozycja | Źródło |
| ------------------- | ----------- | ---------- | ---------- | ------------ | ------------ | --------- | --------- | ------- | ------- | ------- | ------- | ------- | ------ |
| Wołodymyr Hryhorjew | 500 m       | 43.583     | 3.         | NQ           | NQ           | NQ        | NQ        | NQ      | NQ      | NQ      | NQ      | 17.     | [ 37 ] |
| Wołodymyr Hryhorjew | 1000 m      | 1:36.397   | 2. (Q)     | 1:29.168     | 5.           | NQ        | NQ        | NQ      | NQ      | NQ      | NQ      | 15.     | [ 38 ] |

### Skoki narciarskie

#### Mężczyźni
| Zawodnik           | Konkurencja       | Kwalifikacje | Kwalifikacje | Kwalifikacje | Konkurs główny | Konkurs główny | Konkurs główny | Konkurs główny | Konkurs główny | Konkurs główny | Konkurs główny | Źródło |
| Zawodnik           | Konkurencja       | Kwalifikacje | Kwalifikacje | Kwalifikacje | 1. seria       | 1. seria       | 1. seria       | 2. seria       | 2. seria       | Suma punktów   | Pozycja        | Źródło |
| Zawodnik           | Konkurencja       | Wynik        | Punkty       | Pozycja      | Wynik          | Punkty         | Pozycja        | Wynik          | Punkty         | Suma punktów   | Pozycja        | Źródło |
| ------------------ | ----------------- | ------------ | ------------ | ------------ | -------------- | -------------- | -------------- | -------------- | -------------- | -------------- | -------------- | ------ |
| Wołodymyr Boszczuk | Skocznia normalna | 85,5 m       | 88,5 pkt     | 47.          | NQ             | NQ             | NQ             | NQ             | NQ             | NQ             | NQ             | [ 39 ] |
| Wołodymyr Boszczuk | Skocznia duża     | 87 m         | 30,6 pkt     | 51.          | NQ             | NQ             | NQ             | NQ             | NQ             | NQ             | NQ             | [ 40 ] |